# Burchard II. (Worms)

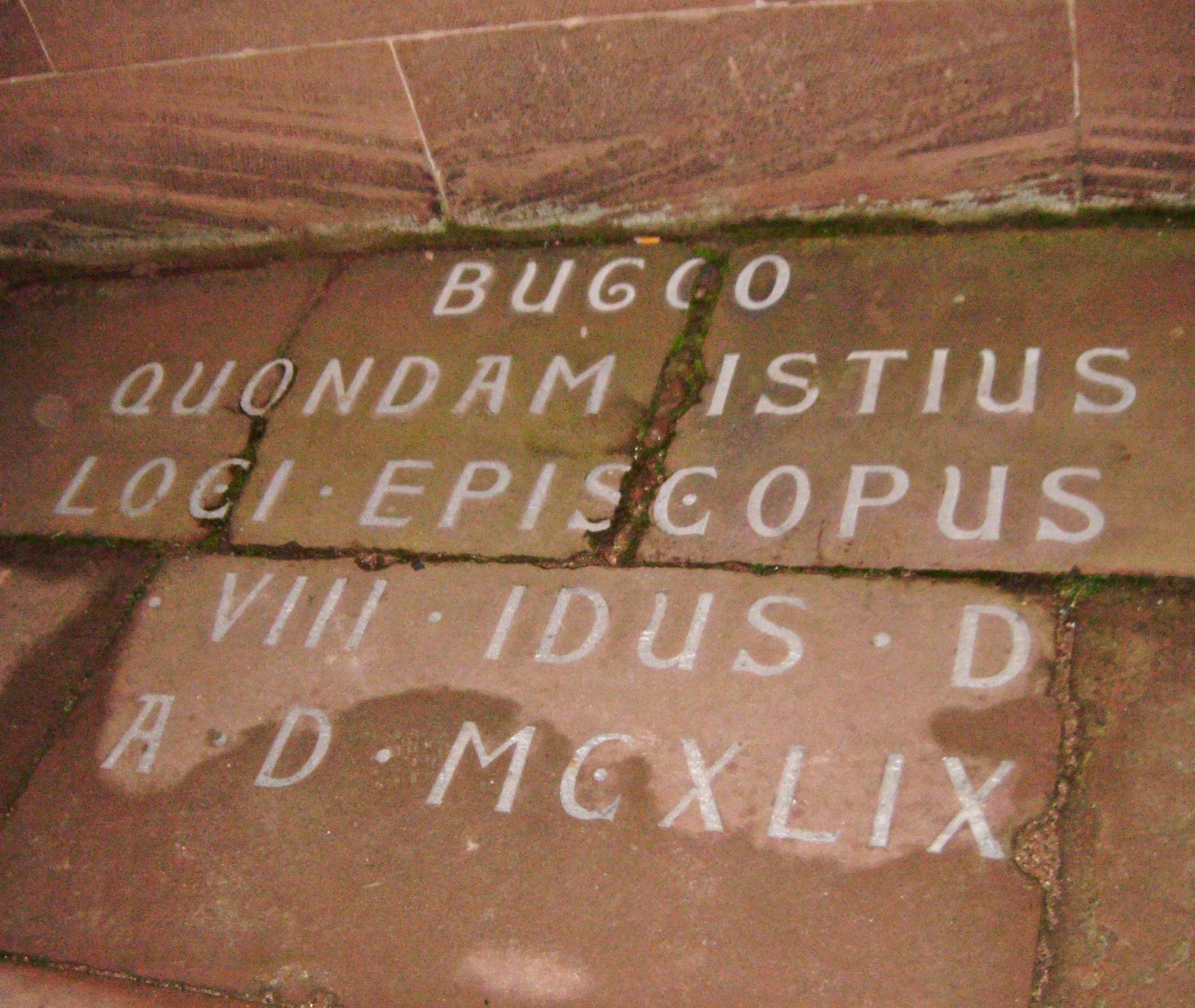
Epitaphinschrift im Außenbereich des Wormser Domes

Burchard II., auch Bucco oder Buggo († 6. Dezember 1149) war ein bedeutender Bischof von Worms und ließ das heutige Ostwerk des Wormser Domes erbauen.

## Herkunft und Familie
Er entstammte dem 1271 erloschenen Adelsgeschlecht der Herren von Ahorn, welche ihren Stammsitz auf der gleichnamigen Burg in Oberfranken hatten. Sie waren Lehensleute des Bistums Bamberg. Burchards Vater trug den gleichen Namen wie er, seine Mutter hieß Judith. Er hatte die Brüder Heinrich (wegen seiner schriftlich überlieferten Fegefeuervisionen bekannt) sowie Luitpold und Poppo.

## Leben und Wirken

### Erste Periode des Episkopats
Nach dem Tod des Wormser Bischofs Adalbert II. († 1107) blieb das Bistum einige Jahre unbesetzt. 1115 entschloss sich Kaiser Heinrich V. seinen Hofkaplan Burchard von Ahorn zum Bischof zu ernennen. Dieser war auch Propst des Aschaffenburger Stiftes St. Peter und Alexander gewesen. Verschiedene Chronisten berichten noch von einem Arnold von Beuern den einige Wormser Domherren gleichzeitig zum Gegenbischof wählten, der aber nach fünf Jahren freiwillig auf alle Ansprüche verzichtete.
Der zuständige Mainzer Erzbischof Adalbert I. von Saarbrücken, seit seiner Inhaftierung 1112 mit dem Kaiser verfeindet, verweigerte zunächst die Bischofsweihe. Erst nachdem es zwischen dem Kaiser und Burchard ebenfalls Streitigkeiten gegeben hatte und dieser auf die Seite des Erzbischofs überwechselte, konnte die kirchliche Einsetzung erfolgen. Ab diesem Zeitpunkt durfte er als Feind des Kaisers seinen Bistumssitz Worms nicht mehr betreten und hielt sich daher meist in Mainz auf. Er kam erst nach dem Tod des Herrschers 1125 wieder nach Worms zurück.

### Zweite Periode des Episkopats

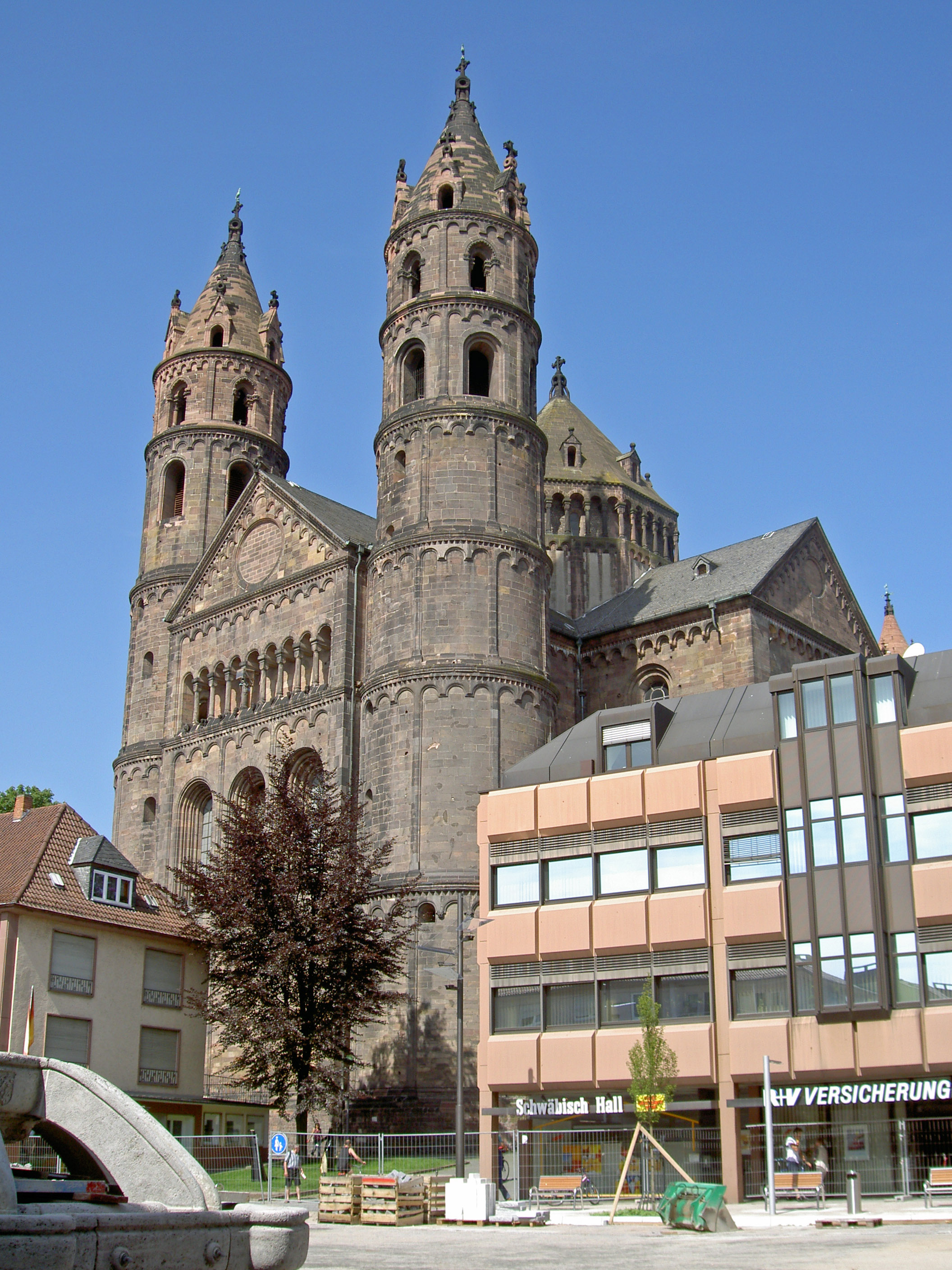
Das unter Bischof Burchard II. erbaute Ostwerk des Wormser Domes

In seiner zweiten Regierungsphase sollte Burchard zu einem wichtigen Oberhirten der Bistumsgeschichte werden. 1125 weihte er die Stiftskirche Groß-Frankenthal und begrub dort am 26. Dezember 1132 deren schon damals als heiligmäßig verehrten Gründer Erkenbert von Frankenthal.
Bereits 1130 begann der Bischof – vermutlich aufgrund schwerer Bauschäden – den unter seinem Vorgänger Burchard I. gebauten Dom sukzessive abzureißen und durch einen Neubau zu ersetzen. So entstand unter ihm das gesamte Ostwerk des Wormser Domes, mit Türmen und Vierungskuppel, wie wir es heute kennen. Langhaus und Westwerk wurden unter seinen Nachfolgern Konrad I. und Konrad II. errichtet.
Am 7. März 1138 war Burchard in Koblenz an der Königswahl Konrad III. beteiligt, zu dem er in der Folge ein engeres Verhältnis entwickelte und öfter an seinem Hof weilte. Am 30. Juni des Jahres weihte er den Altar der Gotthard-Kapelle am Mainzer Dom. 1141 konsekrierte Bischof Burchard die Höninger Klosterkirche, von der sich noch einige Ruinenteile erhalten haben. 1142 wurde auf seine persönliche Initiative hin das Zisterzienserkloster Schönau gegründet, das er besonders liebte. Burchard übergab um 1145 das staufische Hofgut Lobenfeld, ein Lehen des kinderlosen Meginlach von Obrigheim, mit Zustimmung Konrads III., dem Chorherrenstift Frankenthal, zur Einrichtung einer Filiale. Daraus entstand das Kloster Lobenfeld, von dem noch bedeutende Reste existieren.
Burchard II. starb am 6. Dezember 1149 und wurde auf eigenen Wunsch hin in seiner Stiftung Schönau bestattet. Die Historiker Friedrich Zorn und Johann Friedrich Schannat († 1739) überliefern seine dortige Epitaphinschrift, welche der Speyerer Bischof Günther von Henneberg verfasste. Die Grabstätte ist nicht mehr erhalten. Neben der Südwest-Ecke des Wormser Domes, im Fußbodenbereich des ehemaligen Kreuzganges, erinnert ebenfalls eine einfache Gedenkinschrift an ihn; hier heißt er Buggo.
Daniel Ludwig Wundt (1741–1805) nennt Burchard II. „groß durch Tugenden unter den Prälaten seiner Zeit“. Friedrich Wilhelm Ebeling schreibt 1858 über ihn: „… ein tätiger, entschlossener und einsichtsvoller Mann. Er erwarb sich große Verdienste um die Geistlichkeit und geistlichen Institute.“
Burchard II. von Worms wird gelegentlich mit Bischof Burchard I. verwechselt, der den Vorgängerbau des Wormser Domes errichten ließ.